# Шаста (Каліфорнія)
Ша́ста (англ. Shasta) — переписна місцевість (CDP) в США, в окрузі Шаста штату Каліфорнія. Населення — 1043 особи (2020).

## Географія
Шаста розташована за координатами 40°35′32″ пн. ш. 122°28′40″ зх. д. / 40.59222° пн. ш. 122.47778° зх. д. (40.592090, -122.477648). За даними Бюро перепису населення США в 2010 році переписна місцевість мала площу 28,44 км², з яких 28,43 км² — суходіл та 0,01 км² — водойми.

## Демографія
Згідно з переписом 2010 року, у переписній місцевості мешкала 1771 особа в 723 домогосподарствах у складі 533 родин. Густота населення становила 62 особи/км². Було 782 помешкання (27/км²).
Расовий склад населення:
| - 91,0 % — білих - 2,1 % — корінних американців - 1,3 % — азіатів - 0,6 % — чорних або афроамериканців - 0,1 % — вихідців з тихоокеанських островів |

До двох чи більше рас належало 4,5 %. Частка іспаномовних становила 3,2 % від усіх жителів.
За віковим діапазоном населення розподілялося таким чином: 19,1 % — особи молодші 18 років, 62,3 % — особи у віці 18—64 років, 18,6 % — особи у віці 65 років та старші. Медіана віку мешканця становила 50,6 року. На 100 осіб жіночої статі у переписній місцевості припадало 106,7 чоловіків; на 100 жінок у віці від 18 років та старших — 101,7 чоловіків також старших 18 років.
Середній дохід на одне домашнє господарство становив 76 559 доларів США (медіана — 55 755), а середній дохід на одну сім'ю — 93 454 долари (медіана — 63 906). Медіана доходів становила 62 700 доларів для чоловіків та 36 680 доларів для жінок. За межею бідності перебувало 6,5 % осіб, у тому числі 0,0 % дітей у віці до 18 років та 2,9 % осіб у віці 65 років та старших.
Цивільне працевлаштоване населення становило 656 осіб. Основні галузі зайнятості: освіта, охорона здоров'я та соціальна допомога — 28,7 %, будівництво — 14,0 %, роздрібна торгівля — 9,3 %, фінанси, страхування та нерухомість — 7,3 %.